# Jelena Olejnikowa
Jelena Olejnikowa (ur. 9 grudnia 1976 w Ziernogradzie) – rosyjska lekkoatletka, trójskoczkini.
Na Uniwersjadzie w Pekinie w 2001 zdobyła brązowy medal. Do jej osiągnięć należy również brązowy medal halowych mistrzostw Europy (Wiedeń 2002). Ma w swoim dorobku również brązowy medal mistrzostw Europy (Monachium 2002). W 2002 została mistrzynią Rosji na otwartym stadionie, a 2004 w hali.
Swój rekord życiowy (14,83 m) ustanowiła 17 czerwca 2002 w Pradze.